# Jesse Owens
James Cleveland „Jesse“ Owens (12. září 1913 Oakville, Alabama – 31. března 1980 Tucson, Arizona) byl americký vrcholový atlet, sprinter a dálkař.
Zúčastnil se Letních olympijských her v Berlíně v roce 1936, kde dosáhl mezinárodní slávy, když získal celkem čtyři zlaté medaile: v běhu na 100 metrů a na 200 metrů, ve skoku dalekém a jako člen vítězné štafety na 4×100 metrů. Stejnou sérii po něm jako jediný atlet dokázal zopakovat až v roce 1984 jeho krajan Carl Lewis. O rok dříve dokázal v jediném dni v michiganském Ann Arboru překonat 3 světové rekordy (dálka, 200 m, 200 m překážek) a jeden vyrovnat (100 yardů).
Owens se přesto potýkal s chudobou a v době tehdejší rasové segregace musel dokonce potupně závodit v různých zábavných exhibicích s koňmi a jinými zvířaty. Jeho osobní a světový rekord byl ještě ve 30. letech 10,2 sekundy. Jeho světový rekord v dálce 813 cm vydržel dokonce celých 25 let (1935–1960). Podle propočtů některých atletických expertů z roku 1995 by však Owens na dnešních tratích a při dnešních tréninkových metodách mohl směle soupeřit i se současnými nejlepšími sprintery – stovku by měl údajně zhruba za 9,8 s[zdroj?].

## Dětství a vzdělání
James Cleveland "Jesse" Owens byl nejmladším z deseti dětí Henryho Clevelanda Owense a Mary Emmy Fitzgeraldové. Narodil se v roce 1913 ve městě Oakville v Alabamě. V jeho devíti letech se rodina během tzv. velké migrace Afroameričanů přestěhovala ze zemědělského jihu USA do Clevelandu v Ohiu. Původ jeho přezdívky - Jesse - pochází právě z této doby, kdy se ho jeho nová učitelka zeptala jak se jmenuje, James Cleveland odpověděl, že se jmenuje J.C., ale kvůli jižanskému přízvuku si učitelka myslela, že řekl Jesse. Toto jméno už mu zůstalo po zbytek života.
Od dětství trávil svůj volný čas řadou drobných prací, kdy z výdělku podporoval svou velkou rodinu. Již v této době se začal věnovat běhání. Na přípravce na střední škole (Fairmount Junior High School) již patřil do školního běžeckého týmu. Zde ho trénoval Charles Riley, který Owensovi z důvodu jeho zaměstnání přizpůsoboval tréninky. V patnácti letech na téže škole poznal, tehdy třináctiletou, Minnie Ruth Solomonovou. Brzy poté se začali vídat a v roce 1932 se jim narodila první dcera Glorie. Jesse a Minnie Ruth se vzali dne 5. července 1935. V letech 1939 a 1940 se jim narodily další dvě dcery, Marlene a Beverly.
Jesse Owens se poprvé dostal do národního vědomí během svého studia na clevelandské střední škole East Technical High School, kdy v roce 1933 na národním mistrovství středních škol v Chicagu vyrovnal světový rekord v běhu na 100 yardů (91 metrů). Rekord tehdy činil 9,4 sekundy. Rovněž skočil 7,56 metrů ve skoku dalekém.

## Kariéra

### Ohijská státní univerzita
Po úspěchu na národním mistrovství středních škol byl přijat na Ohijskou státní univerzitu, kde získal přezdívku „Buckeye Bullet“ a kde byl trénován bývalým běžcem a v té době univerzitním trenérem Larrym Snyderem. V letech 1935 a 1936 si přivezl celkem 8 zlatých medailí z národního univerzitního mistrovství National Collegiate Athletic Association. Na obou mistrovstvích získal rekordní 4 zlaté medaile, což se znovu povedlo až Xavieru Carterovi v roce 2006. I přes své úspěchy byl pro barvu své pleti nucen žít mimo univerzitní kampus a během cest po turnajích, na rozdíl od zbytku univerzitního týmu, jíst v restauracích a bydlet v hotelích určených pro barevné. Ze stejného důvodu neobdržel sportovní stipendium a nadále pracoval na částečné úvazky, aby mohl platit školné.

Owensův zlomový okamžik přišel během pouhých 45 minut dne 25. května 1935 na stadionu Ferry Field ve městě Ann Arbor, stát Michigan. Během zmíněných 45 minut zlomil tři světové rekordy a čtvrtý vyrovnal. Stanovil nový světový rekord ve skoku dalekém (8,13 m), který si udržel dalších 25 let až do roku 1960, kdy ho překonal Ralph Boston; dále v běhu na 220 yardů (20,3 sekundy); v běhu na 220 yardů s nízkými překážkami (22,6 sekundy), kde byl první osobou, která pokořila hranici 23 sekund; a vyrovnal rekord 9,4 sekund v běhu na 100 yardů.

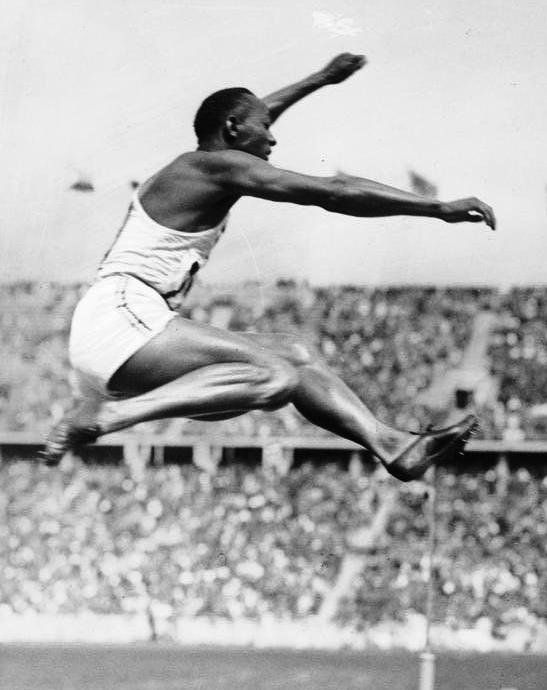
Jesse Owens během skoku dalekém na olympijských hrách 1936.

V roce 1936 reprezentoval USA na Letních olympijských hrách v tehdy nacistickém Berlíně. Podle amerického olympionika Jamese LuValleho byl Jesse Owens v Berlíně přivítán davem fanoušků, včetně množství fanynek, které se snažily získat na památku kousky jeho oblečení, což vedlo k tomu, že se Jesse Owens musel vrátit do bezpečí vlaku, kterým tým přijel. Od toho okamžiku byl mimo olympijský areál doprovázen vojáky.
Owensovy úspěchy na olympijských hrách kontrastovaly s politikou tehdejšího kancléře Adolfa Hitlera, který chtěl světu ukázat velikost nacistického Německa a prokázat propagandou vyvolávanou nadřazenost árijské rasy. Owens tyto plány překazil získáním čtyř zlatých medailí. Dne 3. srpna 1936 získal zlatou medaili v běhu na 100 m s časem 10,3 sekundy, kdy zvítězil o pouhou desetinu sekundy nad Ralphem Metcalfem (rovněž Afroameričanem). O den později zvítězil ve skoku dalekém s výkonem 8,06 m. O mnoho let později uvedl, že za vítězství vděčí technické radě, kterou mu poskytl německý soupeř Luz Long, jež nakonec skončil na druhém místě. O další den později Owens zvítězil v běhu na 200 m s časem 20,7 sekund, kdy porazil Macka Robinsona (opět Afroameričana; a staršího bratra baseballisty Jackieho Robinsona). Dne 9. srpna získal svou čtvrtou zlatou medaili ve štafetě na 400 m poté, co trenér Dean Cromwell nahradil dva své běžce (Marty Glickman a Sam Stoller) vyznávající židovskou víru. Americký štafetový tým, který nově tvořili Jesse Owens, Ralph Metcalfe, Frank Wykoff a Foy Draper, zde s časem 39,8 sekundy vytvořil nový světový rekord. Stejný úspěch se znovu jednomu atletovi povedl až v roce 1984, byl jím Carl Lewis.

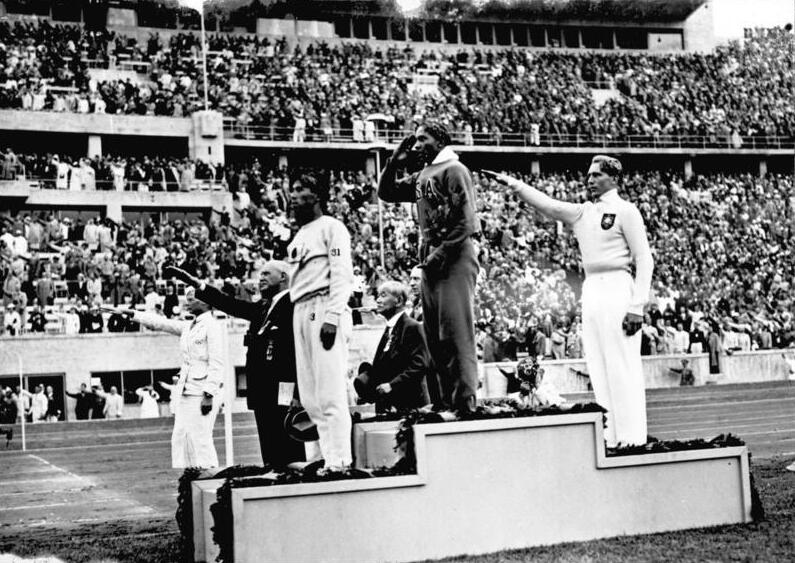
Stupně vítězů ve skoku dalekém, uprostřed Jesse Owens, vlevo Naoto Tajima a vpravo Luz Long, 1936.

Před začátkem olympijských her Owense navštívili bratři Adi Dassler a Rudi Dassler zakladatelé značek Adidas a Puma, kteří Owensovi nabídli smlouvu, aby olympijské hry proběhal ve sportovní obuvi značky Gebrüder Dassler Schuhfabrik (tehdejší název firmy bratří Dasslerů). Byla to historicky první sportovní sponzoringová smlouva uzavřená s afroamerickým sportovcem.
Vítězství Owense na olympijských hrách je zdokumentováno ve filmu Olympia německé režisérky Leni Riefenstahlové.
Již po prvním vítězství Owense se s ním kancléř Adolf Hitler odmítl setkat a poblahopřát mu k vítězství, což tehdy jinak bylo obvyklé gesto hostící země vůči vítězům. Američtí delegáti poté německým pořadatelům vzkázali, že si buď kancléř potřese rukou se všemi americkými vítězi, nebo s žádným. Hitler se poté již předávání cen americkým vítězům neúčastnil. Albert Speer později napsal, že byl Hitler otráven vítězstvími Owense a úspěchy Afroameričanů, které považoval za primitivy, jejichž tělesná konstituce je nespravedlivě odlišná od árijské rasy, a proto by v budoucnu měli být černoši z her vyloučeni. Existují ovšem také názory, které tvrdí, že k setkání Hitlera a Owense v soukromí skutečně došlo.
Paradoxem zůstává, že v době rasové segregace v USA a rasové nenávisti v nacistickém Německu, byla olympijská vesnice organizována bez rasové segregace a Owens a další Afroameričané zde netradičně bydleli i se stravovali společně s bílými sportovci. Naopak například po slavnostním návratu do USA se v pětihvězdičkovém newyorském hotelu Waldorf Astoria konala slavnostní recepce oslavující Owensovy úspěchy, kvůli své barvě pleti ovšem nebyl vpuštěn hlavním vchodem a musel projít vstupem pro zaměstnance. Tehdejší prezident USA Franklin D. Roosevelt (z Demokratické strany) rovněž Owense nikdy nepozval na návštěvu Bílého domu, ačkoliv jiní olympionici pozváni byli. Brzy poté Owens vstoupil do konkurenční Republikánské strany a v prezidentských volbách roku 1936 veřejně podporoval republikánského kandidáta Alfa Landona.

### Život po olympijských hrách

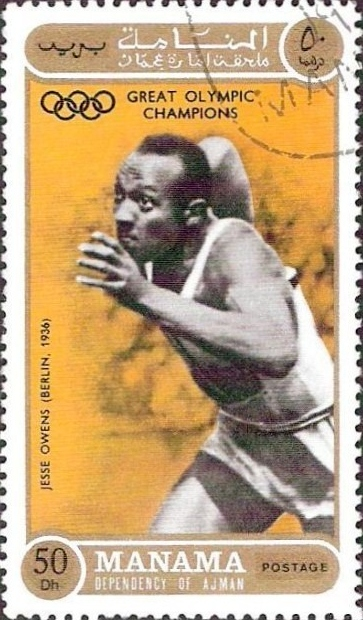
Jesse Owens na poštovní známce Spojených arabských emirátů z roku 1971.

Po olympijských hrách se na krátkou dobu stal profesionálním reprezentantem USA, ale již koncem roku 1936 odmítl jet na závody do Švédska, a raději hledal sponzory a obchodní příležitosti. Za toto jednání byl následně vyloučen z americké asociace profesionálních sportovců. Zásadní obchodní příležitosti však nepřicházely. V roce 1937 nějaký čas objížděl zemi s jazzovou skupinou pod smlouvou se společností Consolidated Artists a rovněž byl celebritou během různých sportovních událostí. V roce 1942 díky svému známému z univerzity získal práci v Detroitu ve Ford Motor Company, kde byl do roku 1946 zaměstnán jako personální ředitel.
V roce 1946 on a Abe Saperstein založili černošskou West Coast Baseball Association (WCBA). Owens byl viceprezidentem ligy a majitelem klubu Portland Rosebuds. Během zápasů svého týmu vystupoval jako bavič, občas závodil v běhu proti koni. Neúspěšná liga byla rozpuštěna jen dva měsíce od založení. Od té doby se snažil prosadit jako sportovní promotér, ale znovu skončil u role baviče, kdy znovu závodil proti koním. Později si otevřel čistírnu, což ovšem nakonec vedlo k bankrotu. V roce 1966 byl dokonce stíhán za daňové úniky. Z bídy mu nakonec pomohla vláda USA, která ho učinila světovým vyslancem dobré vůle, kdy byl ambasadorem pro značky jako Ford Motor Company a United States Olympic Committee.
Jesse Owens byl od svých třiceti let náruživým kuřákem, vykouřil krabičku denně. Ve svých 65 letech byl hospitalizován a byla mu diagnostikována vážná rakovina plic. Zemřel v roce 1980.

## Ocenění a osobní rekordy

### Ocenění
- V roce 1970 byl uveden do Alabama Sports Hall of Fame.
- V roce 1976 obdržel od prezidenta Geralda Forda Prezidentskou medaili svobody.
- V roce 1976 obdržel olympijský řád za svůj boj proti rasismu na hrách roku 1936.
- V roce 1983 byl in memoriam uveden do United States Olympic Hall of Fame.
- V roce 1990 mu byla in memoriam udělena Zlatá medaile Kongresu, cenu mu udělil prezident George H. W. Bush.
- V roce 2001 mu Ohijská státní univerzita zasvětila stadion pojmenovaný Jesse Owens Memorial Stadium.

### Osobní rekordy
- 100 metrů 10,2 s (bývalý SR, 1935)
- Skok daleký 813 cm (bývalý SR, 1935)

## Životopisná díla
- 1984 - The Jesse Owens Story - televizní film oceněný cenou Emmy. Režie Richard Irving, v hlavní roli Dorian Harewood.
- 2016 - Barva vítězství - americký film. Režie Stephen Hopkins, v hlavní roli Stephan James.